# 삼파 라유넨
삼파 칼레비 라유넨(핀란드어: Samppa Kalevi Lajunen, 1979년 4월 23일~)은 핀란드의 전직 노르딕 복합 선수이다. 1998년 동계 올림픽에서 은메달 2개를 획득했으며 2002년 동계 올림픽에서 금메달 3개를 획득했다. 또한 세계 선수권 대회에서 금메달 1개, 은메달 3개, 동메달 3개를 획득했고 월드컵에서 종합 우승 2회(1997, 2000)를 달성했다.

## 수상
- 핀란드 올해의 스포츠인(2002년)